# Тіп О'Ніл
Томас Філліп «Tip» О'Ніл-молодший (англ. Thomas Phillip "Tip" O'Neill Jr.; нар. 9 грудня 1912, Кембридж, Массачусетс — 5 січня 1994, Бостон, Массачусетс) — американський політик-демократ, 55-й спікер Палати представників Сполучених Штатів з 1977 по 1987 рр.
У 1936 р. він закінчив Бостонський коледж. Він був членом Палати представників Массачусетса, нижньої палати законодавчих зборів штату, з 1936 по 1952 рр. (був спікером Палати з 1949 по 1952 рр.).
О'Ніл був членом Палати представників Конгресу США від штату Массачусетс з 1953 по 1987 рр.